# Die Augen des Drachen
Die Augen des Drachen (Originaltitel The Eyes of the Dragon) ist ein erstmals im Jahre 1983 durch den Verlag Philtrum Press veröffentlichter Roman des Schriftstellers Stephen King, den er ursprünglich für seine Tochter Naomi King und den Sohn von Peter Straub schrieb. Aus diesem Grunde publizierte King den Roman in einer limitierten Auflage von 1250 Stück. Erst 1987 veröffentlichte der Viking-Verlag den Roman nach Erwerb der Rechte. Die deutsche Übersetzung von Joachim Körber erschien ebenfalls 1987 beim Heyne Verlag.

## Handlung
Im Königreich Delain herrscht der alte König Roland von Delain, der weder ein guter noch ein schlechter König ist. Als Ratgeber steht ihm der finstere und machtgierige Hofzauberer Flagg zur Seite. Roland heiratet die junge Sasha; obwohl er sie liebt, meidet er sie aus Schüchternheit.
Doch eines Tages erlegt er beim Jagen im Wald einen Drachen und verzehrt dessen Herz als Zeichen des Triumphes. Danach findet er den Mut, mit seiner Frau zu schlafen, und ein paar Monate später gebiert sie einen Sohn, der den Namen Peter erhält. Der Kopf des Drachen kommt in den Trophäensaal des Schlosses.
Peter genießt eine unbeschwerte Kindheit, seine Eltern lieben ihn und das Volk sieht ihn schon als würdigen Thronfolger an. Für Flagg ist Peter ein Dorn im Auge und Roland ist entschlossener denn je geworden. Flagg sorgt dafür, dass Sasha bei der Geburt ihres zweiten Sohnes, Thomas, stirbt.
Im Gegensatz zu Peter ist Thomas ein schwacher Mensch, der immer im Schatten seines älteren Bruders steht. Wenige Jahre später beginnt Thomas nicht nur seinen Bruder, sondern auch seinen eigenen Vater zu hassen. Roland zeigt mehr Fürsorge für Peter und Thomas fühlt sich zurückgesetzt. Flagg sieht darin eine Chance und beginnt Thomas zu manipulieren. Er zeigt Thomas einen Geheimgang, der hinter dem Kopf des toten Drachen im Trophäensaal endet. Durch dessen Augen kann man in den Saal hineinsehen. Thomas macht es sich daraufhin zur Gewohnheit, seinen eigenen Vater auszuspionieren.
Eines Tages mischt Flagg Drachensand in den Wein des Königs. Drachensand ist das tödlichste Gift auf der Welt. Thomas beobachtet durch die Augen des Drachen, wie Flagg seinem Vater den vergifteten Wein überreicht, den Roland ohne Zögern trinkt.
Bald darauf erleidet Roland Höllenqualen und stirbt durch innere Verbrennungen. Flagg gelingt es, den Verdacht auf Peter zu lenken. Peter wird des Königsmordes für schuldig befunden und zu lebenslanger Haft in der Nadel, einer hohen Zinne, verurteilt. Nur Thomas könnte die Unschuld seines älteren Bruders beweisen, doch aus Angst vor Flagg schweigt er. Thomas wird zum König gekrönt und Flagg steht ihm als Berater zur Seite. Thomas ist von nun an die Marionette des mörderischen Zauberers.
Peter plant seine Flucht aus der Nadel und will Delain von den Machenschaften Flaggs befreien. Auf seine Bitte hin werden Peter im Gefängnis zwei Dinge gewährt: das Puppenhaus seiner Mutter und zu jeder Mahlzeit eine frische Serviette. Peter nimmt von jeder Serviette fünf Fäden ab und webt mit Hilfe des im Puppenhaus vorhandenen Webstuhls ein Seil. Er hat vor, sich mittels dieses Seils aus der Nadel abzuseilen.
Während des Fluchtversuchs, fünf Jahre nach Peters Verurteilung, reißt das Seil. Doch Ben (ein Freund aus der Kindheit), Naomi (eine Begleiterin Bens) und Dennis (der Sohn eines Dieners) retten ihn. Flagg verfolgt sie bis in den Trophäensaal und versucht sie zu töten, worauf Thomas ihm einen Pfeil ins Auge schießt. Dennoch gelingt Flagg die Flucht.
Das Buch endet damit, dass Peter als rechtmäßiger König den Thron besteigt, Ben und Naomi heiraten und Thomas und Dennis sich auf den Weg machen, um Flagg zu finden.

## Wissenswertes
- Die 1983 durch Philtrum Press herausgegebene Erstausgabe mit Illustrationen war auf 1250 Exemplare limitiert und wurde in einem extra für das Buch entworfenen Schuber herausgegeben. In Deutschland veröffentlichte der Verlag Edition Phantasia 1987 ein auf 100 Exemplare limitiertes Portfolio mit 13 Schwarz-Weiß-Illustrationen von Johann Peterka aus einem nicht realisierten Buchprojekt.
- Die erste deutsche Ausgabe des Romans ist stark gekürzt. So wurden beispielsweise ganze Buchseiten nicht übersetzt. Im Februar 2011 erschien die erste deutsche Komplettübersetzung des Romans.
- Das Buch trug lange den Arbeitstitel The Napkins („Die Servietten“).
- Mit Naomi und Ben tragen zwei der Romanfiguren die Vornamen von Stephen Kings Tochter und Peter Straubs Sohn.

## Verknüpfung zu anderen Werken von Stephen King
Die Figur des Flagg tauchte bereits in dem Roman The Stand – Das letzte Gefecht und später auch im Dunkler-Turm-Zyklus auf.
Bei der Fantasywelt, die King für den Roman Die Augen des Drachen entworfen hat, handelt es sich offensichtlich um eine Parallelwelt zum Turm-Zyklus, was sich vor allem in den Ähnlichkeiten der Namen der Protagonisten Roland Delain und Roland Deschain und vielen weiteren kleinen Versatzstücken und Nebenfiguren äußert. Anders als in der Welt, in der der Dunkle-Turm-Zyklus spielt, scheint sich die Welt nicht weiterbewegt zu haben.